# Em diuen Ràdio
Em diuen Ràdio (títol original en anglès: Radio) és una pel·lícula estatunidenca dirigida per Mike Tollin estrenada el 24 d'octubre de 2003. Ha estat doblada al català.

## Argument
La pel·lícula està basada en la història real de l'entrenador de futbol americà Harold Jones (Ed Harris), de l'Institut T.L. Hanna High School, i un jove amb deficiència mental, James Robert "Radi" Kennedy
(Cuba Gooding, Jr.). També protagonitzada per Debra Winger i Alfre Woodard, es va basar en l'article "Someone to Lean On"], sobre James R. Kennedy i Harold Jones.
Ràdio passa desapercebut entre les altres persones, fins que l'entrenador de l'equip de futbol es fixa en ell i tracta d'ajudar-lo i integrar-lo a l'equip, a l'escola i en general en la vida. La pel·lícula es desenvolupa amb un grau de tendresa per part de l'entrenador i amb un grau d'innocència per part de Ràdio.
James Robert Kennedy nascut el 14 d'octubre de 1947 a Anderson, Carolina del Sud, Estats Units, va créixer la major part de la seva vida fascinat pel futbol i per la ràdio. El seu malnom, Ràdio, li va posar la gent de la ciutat per la ràdio que portava amb ell a tot arreu. Encara va a l'Institut T. L. Hanna i entrena l'equip de futbol americà.
La mare de Ràdio va patir un infart a la meitat de la pel·lícula. L'entrenador va anar encaterinant-se de Ràdio i al final renúncia al seu lloc d'entrenador per passar més temps amb la seva família i Ràdio.

## Repartiment
- Cuba Gooding, Jr.. - James Robert "Ràdio" Kennedy
- Ed Harris - Entrenador Jones
- S. Epatha Merkerson - Mama Kennedy
- Alfre Woodard - Directora Daniels
- Debra Winger - Linda
- Sarah Drew - Mary Helen
- Riley Smith - Johnny
- Chris Mulkey - Frank
- Patrick Breen - Tucker